# 仙桂桥
24°47′19″N 110°25′13″E / 24.78861°N 110.42028°E
仙桂桥位于中国广西壮族自治区阳朔县白沙镇旧县村西北部，建于遇龙河东侧的一条小支流上，始建于北宋宣和五年（公元1123年），桥长25.8米，宽4.16米，高2.2米，采用极为罕见的并列砌法。仙桂桥是广西现存最古老的单孔石拱桥，1994年被列为广西壮族自治区文物保护单位。

## 图片
- 西侧
- 东侧
- 桥面
- 东侧桥底